# Henry Schein
Henry Schein – amerykańskie przedsiębiorstwo z siedzibą w Melville w stanie Nowy Jork, zajmujące się dystrybucją produktów stosowanych w dentystyce, weterynarii oraz medycynie, w tym między innymi produktów stosowanych w laboratoriach, szczepionek, małych i dużych urządzeń, farmaceutyków, artykułów chirurgicznych, witamin i innych.
Główne centra dystrybucyjne firmy znajdują się w stanach Floryda, Indiana, Massachusetts, Nevada, Nowy Jork, Pensylwania, Teksas, Wirginia oraz Wisconsin, a także w Gillingham w Wielkiej Brytanii, w Niagara-on-the-Lake w Kanadzie, w Lyssach w Szwajcarii, Tours we Francji, Cuijk w Holandii oraz w Gallin w Niemczech.